# Länderzentrum für Niederdeutsch
Das Länderzentrum für Niederdeutsch (LzN) ist eine gemeinsame Gesellschaft der Länder Bremen, Hamburg, Niedersachsen und Schleswig-Holstein zur Pflege der niederdeutschen Sprache mit Sitz in Bremen-Mitte, Contrescape 32.

## Geschichte und Aufgaben
Das Länderzentrum wurde 2017 als gemeinnützige GmbH durch die Länder Bremen, Hamburg, Niedersachsen und Schleswig-Holstein gegründet. Die bisherige Förderung des Instituts für niederdeutsche Sprache (1979–2017) wurde von den vier norddeutschen Ländern wegen Unstimmigkeiten eingestellt.
Das LzN setzt sich länderübergreifend für den Schutz und den Erhalt des Niederdeutschen ein und fördert in den Bereichen Kultur und Bildung den Wissenstransfer aus der Wissenschaft. Es berät, vernetzt und unterstützt Beiräte, Verbände, Vereine und Personen bei ihren Projekten und führt eigene durch. Die Digitalisierung aller Informationen ist ebenfalls eine zentrale Aufgabe des LzN. Zum Angebot des LzN zählen u. a. Webinare zum Platt lernen, eigene Webseiten wie die Hanserouten sowie Bücher,  Broschüren und Schulbücher.

## Organisation
Gesellschafter des LzN sind zu gleichen Teilen die o. a. Länder, die in den Aufsichtsrat je einen Vertreter entsenden.
Ein Beirat unterstützt die Arbeit des LzN.
Die Geschäftsführung wurde von 2018 bis 2023 von der Journalistin Christianne Nölting wahrgenommen, ihr folgt Thorsten Börnsen.

## Aktivitäten in Bund und Länder
Der Bundesrat für Niederdeutsch – Bunnesraat för Nedderdüütsch (BfN) setzt sich seit 2002 auf politischer Ebene für den Erhalt des Niederdeutschen ein. Seit 2017 unterstützt das Niederdeutschsekretariat in Hamburg dessen Arbeit.
Aktivitäten in den Ländern des LzN:
Bremen
Plattdüütsche Rat för dat Land Bremen (tagt zweimal im Jahr), Verein für Niedersächsisches Volkstum, Seniorenbüro Bremen, Institut für niederdeutsche Sprache (INS), Volkshochschule Bremen, Niederdeutsches Theater und Radio Bremen mit Plattdüütsche Narichten und der Musik Die Plattmacher sowie dem Podcast Höörspeel, Niederdeutsche Bühne Waterkant in Bremerhaven.
Hamburg
Plattdeutscher Rat der Freien und Hansestadt Hamburg (platt för de stadt), die Schulbehörde mit Niederdeutsch auf dem Bildungsserver und mit Bildungsplänen für Niederdeutsch in Grund-, Stadtteilschulen sowie Gymnasien, Universität Hamburg, Volkshochschulkurse, Ohnsorg-Theater, Niederdeutsche Bibliothek der Carl-Toepfer-Stiftung, Quickborn-Vereinigung für die Pflege und den Erhalt des Niederdeutschen, Eidelstedter Bürgerverein, NDR mit Wi snackt Platt sowie plattdeutsche Nachrichten und Plattdeutsches Wörterbuch.
Niedersachsen
Ministerium für Wissenschaft und Kultur mit Niederdeutsch und Saterfriesisch in der Schule, Universität Oldenburg im Institut für Germanistik mit Niederdeutsch und Saterfriesisch, Arbeitsgemeinschaft der Landschaften und Landschaftsverbände in Niedersachsen, Plattdeutsch beim Niedersächsischen Heimatbund, Heimatbund für niederdeutsche Kultur (De Spieker), Lüneplatt e.V., Niederdeutscher Bühnenbund Niedersachsen und Bremen, August-Hinrichs-Bühne, NDR im Hörfunk und Fernsehen
Schleswig-Holstein
Minderheitenbeauftragter beim Ministerpräsidenten mit dem Amt des Minderheitenbeauftragten und dem Beirat Niederdeutsch (um 20 Mitglieder), Zentren für Niederdeutsch in Schleswig bzw. Holstein, Schleswig-Holsteinischer Heimatbund (SHHB) als Dachverband für 240 Mitgliedsorganisationen, Plattdeutscher Rat beim Heimatbund, Plattdüütsch Stiftung Sleswig-Holsteen, die Schulen mit dem Leitfaden für den Niederdeutschunterricht an Grundschulen, Universität Kiel (Lehrstuhl für Deutsche Sprachwissenschaft, insbesondere niederdeutsche Sprache und Literatur), Europa-Universität Flensburg mit Abteilung für Niederdeutsche Sprache und Literatur und ihre Didaktik sowie dem Lernbereich Niederdeutsch bei Masterstudien, ZfN Holstein mit Songcontest Plattbeats, mehrere Amateurbühnen, Kieler Nachrichten (KN) mit Reportagen und Berichten op Platt, NDR Kiel mit Zentralredaktion Niederdeutsch sowie Plattnet, Plattpartu und Plattdeutsches Wörterbuch, Verein für niederdeutsche Sprachforschung (VndS), Klaus-Groth-Gesellschaft, Fehrs-Gilde, Plattdüütsch Gill Eckernför.

## Schriften (Auswahl)
- Susanne Petersen (Redaktion), Nicola Ashtarany (Grafik): Platt in de Pleeg. Plattdeutsch – Sprache des Herzens. Hrsg.: LzN, 2019.
- Jan-Bernd Müller, Christianne Nölting, Hannes Fram: Maak wat mit Platt. Hrsg.: LzN, 2020.
- Rebecca Martens, Till-Hendrik Siemens-Heinsohn (Redaktion), Tim Eckhorst (Layout): Jugend verkloort Platt. Hrsg.: LzN, 2020.
- Heike Hiestermann, Katrin Konen-Witzel: Snacken Proten Kören. Plattdüütsch-Lehrbook för de SEK I. Quickborn-Verlag, Hrsg.: LzN, 2021, ISBN 978-3-87651-477-2.
- Christianne Nölting (Redaktion): Pure Fruit Serie Nr. 21, Hrsg.: LzN, 2019.